# Curaçao

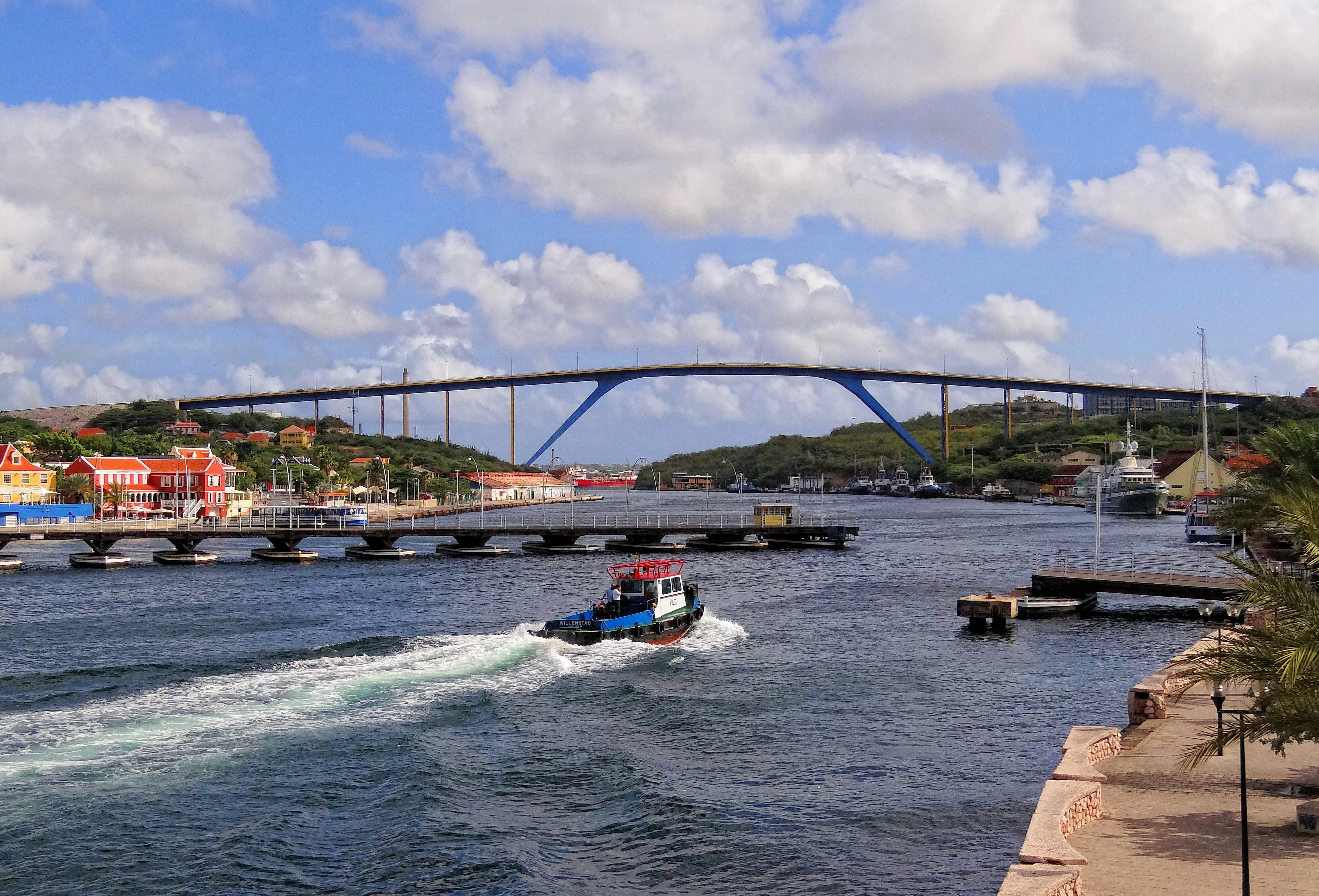
Most pontonowy Królowej Emmy w stanie półotwartym oraz most Królowej Juliany w Willemstad

Curaçao, Kraj Curaçao ([kyrɑˈsɔu̯], nld. Land Curaçao, pap Pais Kòrsou, ang. Country of Curaçao) – kraj autonomiczny Holandii w Ameryce Południowej (de iure wchodzący w skład Królestwa Niderlandów) i jedna z wulkanicznych Wysp Zawietrznych w archipelagu Małych Antyli. Wchodzi w skład wysp ABC oraz wysp CAS. Stolicą wyspy jest miasto Willemstad, nazywane małym Amsterdamem. Do wyspy należy również wyspa Klein Curaçao. Nie należy do strefy Schengen, ani do Unii Europejskiej.

## Geografia
Curaçao leży na szelfie kontynentalnym Ameryki Południowej i charakteryzuje się pagórkowatym krajobrazem, z najwyższym punktem – Christoffelberg, który sięga 372 m n.p.m.. Jest to nizinny obszar o suchym, tropikalnym klimacie, położony w południowej części Morza Karaibskiego i należący do archipelagu Małych Antyli. Curaçao znajduje się ok. 60 km od północnych wybrzeży Wenezueli.

## Historia
Pierwotnie wyspa była zamieszkana przez indiańskie plemię Arawaków. Dla Europejczyków została odkryta 26 lipca 1499 r. przez hiszpańską wyprawę pod dowództwem Alonso de Hojeda. Hiszpanie zajęli wyspę i zaczęli ją kolonizować około roku 1530. W 1634 r. wyspa została zajęta przez Holendrów pod wodzą Johanneas van Walbeecka i Pierre'a Le Granda. Wysiedlili oni siłą gubernatora wraz z ok. 400 Hiszpanami i Arawakami na stały ląd i ogłosili przyłączenie wyspy do Holandii. Holenderska Kompania Zachodnioindyjska założyła miasto Willemstad – obecną stolicę. Pierwszym gubernatorem Curaçao został w 1643 r. Peter Stuyvesant. Podlegały mu wówczas i inne posiadłości holenderskie w Ameryce, w tym Nowy Amsterdam nad rzeką Hudson – dzisiejszy Nowy Jork.
Na początku Curaçao było ignorowane przez kolonistów europejskich m.in. ze względu na brak złóż złota, ale później przekonano się, że naturalne położenie zatoki, nad którą zbudowano Willemstad, jest idealnym miejscem dla handlu. Handel, przewóz towarów oraz piractwo stały się szybko najważniejszymi gałęziami gospodarki Curaçao. W 1662 r. Holenderska Kompania Zachodnioindyjska stworzyła na wyspie największe centrum handlu niewolnikami, przywożonymi tu z rejonu Zatoki Gwinejskiej w Afryce, a następnie rozwożonymi mniejszymi jednostkami po wszystkich wyspach Morza Karaibskiego i na pobliskie wybrzeża lądu amerykańskiego. W XVIII i XIX w. Curaçao należało przejściowo do Francji i Wielkiej Brytanii, aż w 1816 powróciło ostatecznie do rąk holenderskich.
W 1863 Holendrzy znieśli niewolnictwo, co doprowadziło ekonomię wyspy do upadku. Nowa era dla Curaçao zaczyna się od 1914, gdy w Maracaibo w Wenezueli odkryto ropę naftową. W 1916 r. rząd holenderski oraz Shell wybudowali na Curaçao pierwszą rafinerię Isla. Port w Willemstad nadawał się idealnie dla tankowców. O ile w chwili odkrycia pokładów ropy liczba ludności wyspy nie przekraczała 30 tys., to na początku lat 60. XX w. zbliżyła się ona do 140 tysięcy, co dawało gęstość zaludnienia blisko 320 osób/km².
Na początku 1985 r. rządy Curaçao, Antyli Holenderskich, Holandii, Wenezueli wraz z Shell rozpoczęły rozmowy na temat ewentualnego zamknięcia rafinerii, a w lipcu Shell zaprzestał działalności. 24 września Shell zgodził się na przeniesienie instalacji rafinacyjnych w Emmastad i terminali morskich w zatokach Bullenbaai i Caracasbaai. Z kolei rząd stworzył przedsiębiorstwo „Refineria di Korsou NV” (RdK) ako właściciela instalacji rafinerii i terminali. „Curoil NV” zostało stworzone do obsługi lokalnego marketingu, a „Kompania di Tou Korsou NV” (KTK) przejęła usługi holowników w zatokach Schottegat i Caracasbaai. Zarówno „Curoil NV”, jak i „KTK NV”, jak ma to miejsce w przypadku „Refineria di Korsou NV”, są własnością terytorium wyspy Curaçao. Tego samego dnia wenezuelskie przedsiębiorstwo PDVSA podpisało list intencyjny dotyczący dzierżawy rafinerii i terminali w zatokach Bullenbaai i Caracasbaai. W dniu 1 października 1985 r. spółka zależna PDVSA, „Refineria Isla (Curazao) SA.”, przejęła działalność rafinerii i natychmiast rozpoczęła reaktywację jednostek przetwórczych.
Curaçao ma własny rząd od 1 stycznia 1954. Wraz z procesem dekolonizacji mającym miejsce na świecie w drugiej połowie XX wieku także i na wyspie narodził się ruch niepodległościowy. Skupił się on wokół związków zawodowych i organizacji robotniczych, przez co przyjął on silną retorykę antykapitalistyczną i lewicującą. Część z organizacji inspirowała się ruchem praw obywatelskich czarnych mieszkańców Stanów Zjednoczonych. W 1969 r. na wyspie wybuchło narodowowyzwoleńcze powstanie zbrojne. Powstanie zostało szybko zdławione, a administracja rozsiała fałszywe pogłoski według których powstanie miał wywołać rząd Kuby. 2 lipca 1984 rząd wyspy ustanowił własną flagę oraz hymn. W 1993 mieszkańcy w referendum opowiedzieli się za pozostaniem wyspy w składzie Antyli Holenderskich, 8 kwietnia 2005 roku Curaçao razem z Sint Maarten odrzucili w referendum pełną niepodległość na rzecz kraju stowarzyszonego z Holandią w ramach Królestwa Niderlandów. Na podstawie reformy konstytucyjnej Królestwa Niderlandów, 10 października 2010 roku Antyle Holenderskie przestały istnieć, a Curaçao stało się osobnym krajem autonomicznym Holandii o specjalnym statusie.

## Podział administracyjny
W latach 1863-1925 wyspa podzielona była na pięć dystryktów (district). Obecnie jest ich trzy:
- Bandabou
- Bandariba
- Willemstad

W skład dystryktów wchodzą miejscowości (plaats). Niektóre miejscowości posiadają osady (buurt).

## Demografia
Zdecydowaną większość mieszkańców stanowią osoby czarnoskóre. Na wyspie większość stanowią Curaçaończycy (75,4%), a poza nimi mieszkają także Holendrzy (6%), Dominikańczycy (3,6%), Kolumbijczycy (3%), mieszkańcy Bonaire, Sint Eustatius i Saby (1,5%), Haitańczycy (1,2%), Surinamczycy (1,2%), Wenezuelczycy (1,1%) oraz Arubianie (1,1%). Pozostałe narodowości stanowią 5%, a 0,9% populacji nie określiło swojego pochodzenia.

## Religia
Podział religijny populacji Curaçao, według szacunków z 2011 roku:
- katolicy – 72,8%
- zielonoświątkowcy – 6,6%
- brak religii – 6,0%
- inne religie – 3,8%
- pozostali protestanci – 3,2% oraz pozostali chrześcijanie ewangelikalni – 1,9%
- adwentyści – 3,0%
- Świadkowie Jehowy – 2%
- nieokreśleni – 0,6%

### Język
Curaçao jest społeczeństwem wielojęzycznym. Językami urzędowymi są niderlandzki, papiamento i angielski, jednakże niderlandzki jest jedynym językiem używanym we wszystkich sprawach administracyjnych i prawnych. Najczęściej używanym językiem na wyspie jest papiamento (80%), natomiast niderlandzki stanowi 8,8% użycia, angielski 3,1%, hiszpański 5,6%, inne języki 2,3%, a 0,3% mieszkańców nie określiło swojego języka.

## Waluta
Walutą Curaçao jest Gulden karaibski (XCG), który dzieli się na 100 centów. Został wprowadzony do obiegu w dniu 31 marca 2025 roku w miejsce guldena antylskiego w relacji 1:1. Kurs wobec dolara amerykańskiego jest sztywny i wynosi 1,79 XCG za 1 USD.

## Transport
Port lotniczy Curaçao znajduje się na północnym wybrzeżu wyspy, ok. 12 km od stolicy Willemstad. Była to główna baza linii Dutch Antilles Express i Insel Air. Na wyspę można także dostać się drogą morską z Ameryki Północnej statkiem wycieczkowym.
Do 1920 roku w Willemstad działały także tramwaje. Wyspa posiada sieć autobusową, jak i prywatne busy, ale aby dotrzeć w więcej miejsc na wyspie, najlepiej jest wynająć auto.

## Emisja gazów cieplarnianych
Emisja równoważnika dwutlenku węgla z Curaçao wyniosła w 1990 roku 5,614 Mt, z czego 5,474 t stanowiła emisja dwutlenku węgla. W przeliczeniu na mieszkańca emisja wyniosła wówczas 37,321 t dwutlenku węgla, a w przeliczeniu na 1000 dolarów PKB 1,26 t. Od tego czasu emisje wahają się, raczej rosnąc. Głównym źródłem emisji przez cały czas była energetyka. W 2018 emisja dwutlenku węgla pochodzenia kopalnego wyniosła 8,425 Mt, a w przeliczeniu na mieszkańca 52,143 t i w przeliczeniu na 1000 dolarów PKB 2,04 Mt.

## Sport
W 1962 roku na wyspie rozegrano szachowy turniej pretendentów do tytułu mistrza świata, który wygrał Ormianin Tigran Petrosjan.